# Jacques Oudin

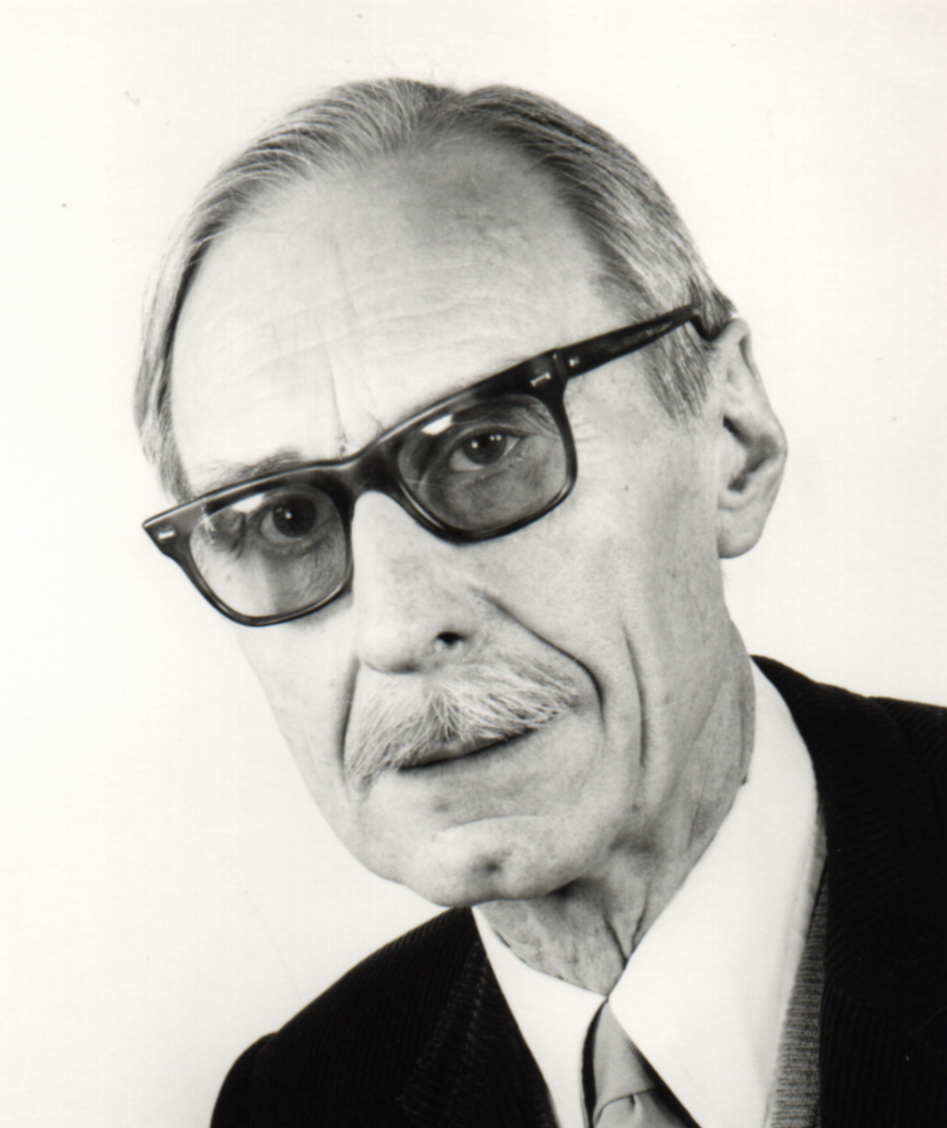
Jacques Oudin

Jacques Henri Léon Marie Joseph Oudin (* 15. Mai 1908 in Dreux; † 15. Oktober 1985 in Paris) war ein französischer Immunologe. Er ist einer der Pioniere der Immunologie auf molekularer Ebene und der Immunchemie und Begründer einer französischen Schule der Immunologie.

## Leben
Oudin wurde 1936 in Medizin promoviert und 1949 nochmals promoviert. Seit 1937 war er am Institut Pasteur, wo er 1944 Leiter der Laboratorien für analytische chemische Immunologie wurde, 1959 Leiter der Immunchemie und 1970 Professor.
1946 beschrieb er eine immunologische Methode zur Identifizierung von Antigenen durch Diffusion in Gellösungen mit zugehörigen Antikörpern (Immundiffusionstest). Antigen und Antikörper diffundieren im Gel und fallen an ihrem Reaktionsort aus. Die Methode wurde durch Örjan Ouchterlony in Schweden 1953 verfeinert und stellt ein grundlegendes experimentelles Verfahren der Immunologie dar. Außerdem werden ihm zwei weitere wichtige Entdeckungen in der Genetik des Immunsystems zugeschrieben, die der Allotypie der Immunglobuline (1956) und der Idiotypie der Antikörper (1963).
1972 erhielt er die Goldmedaille des CNRS, 1961 den Paul-Ehrlich-und-Ludwig-Darmstädter-Preis, 1973 den Prix Charles-Léopold Mayer, 1973 den Avery-Landsteiner-Preis und 1968 den Gairdner Foundation International Award. Er war Mitglied der National Academy of Sciences (seit 1974), der American Academy of Arts and Sciences (seit 1976), der Académie des sciences (seit 1979) und der Königlich Schwedischen Akademie der Wissenschaften.
Eine Straße in Dreux ist nach ihm benannt.